# Emerson Collective
Emerson Collective — американская некоммерческая организация из Пало-Алто, Калифорния. Была основана в 2004 году, компанию возглавляет миллиардер и филантроп Лорен Пауэлл Джобс.

## Инвестиции
1 сентября 2016 года Emerson Collective в рамках инвестиций серии А вложил 10 млн долл. в новостной сайт Axios, посвящённый бизнесу, технологиям, политике и медиа трендам.
26 июля 2017 года лос-анджелесская компания Within, работающая в сфере виртуальной реальности, сообщила о получении 40 млн долл. в рамках инвестиции серии B. Главными инвесторами оказались Emerson Collective и Temasek Holdings.
28 июля 2017 года Emerson Collective стал мажоритарным владельцем журнала The Atlantic, приобретя контрольный пакет акций у медиахолдинга Atlantic Media Дэвида Брэдли. В сделку вошли само печатное издание, его цифровые активы, проводимые журналом мероприятия и Atlantic Media Strategies. Согласно Washington Post, Emerson Collective планировал стать единоличным владельцем The Atlantic в 2020—2022 годах.
1 августа 2017 года подкастинговый стартап Gimlet Media, возникший на основе подкастов StartUp, Reply All и Homecoming, сообщил о сборе 15 млн долл. финансирования от группы инвесторов, куда вошли Stripes Group и Emerson Collective.
2 октября 2017 года группа инвесторов в составе Emerson Collective, Salesforce Ventures, Social Capital и фонд StartX Стэнфордского университета в рамках инвестиций серии B вложила 10,5 млн долл. в стартап Angaza, занятый распространением солнечной энергии.
Была среди инвесторов в Ozy Media.
В 2017 г. вместе с Stripes Group вложило 15 млн долл. в медиа стартап Gimlet Media, производящий подкасты StartUp, Reply All и Homecoming.
В 2018 г. приобрела материнскую компанию California Sunday и Pop-Up Magazine.
В 2021 г. в составе группы инвесторов вложило 12 млн долл. в производящему подкасты и медиа-продукт компанию WaitWhat
Делалось пожертвование изданию Mother Jones.